# Atacameños
Atacameños, atacamas, también llamados licanantay, (en su idioma, llamado kunza, lickan-antay, que se traduce aproximadamente como 'los habitantes del territorio') likan-antai, likanantaí, apatamas, alpatamas o kunzas, son una etnia indígena de Sudamérica que habita principalmente en el norte de Chile, el noroeste de Argentina y suroeste de Bolivia. En tiempos pasados su territorio abarcó un área mucho más extensa: el interior del desierto de Atacama, el noroeste de la actual Argentina y sur de Bolivia, en torno al curso del río Loa hasta Copiapó, ocupando también las quebradas y valles de este desierto y los faldeos de la cordillera de los Andes incluyendo toda la Puna Meridional o Puna de Atacama y el territorio entre las cordilleras de  Lípez y Chichas. El hábitat de los atacamas en Argentina abarcó los departamentos que constituían la extinta gobernación de Los Andes y regiones vecinas de Jujuy, Salta y Catamarca.

## Historia

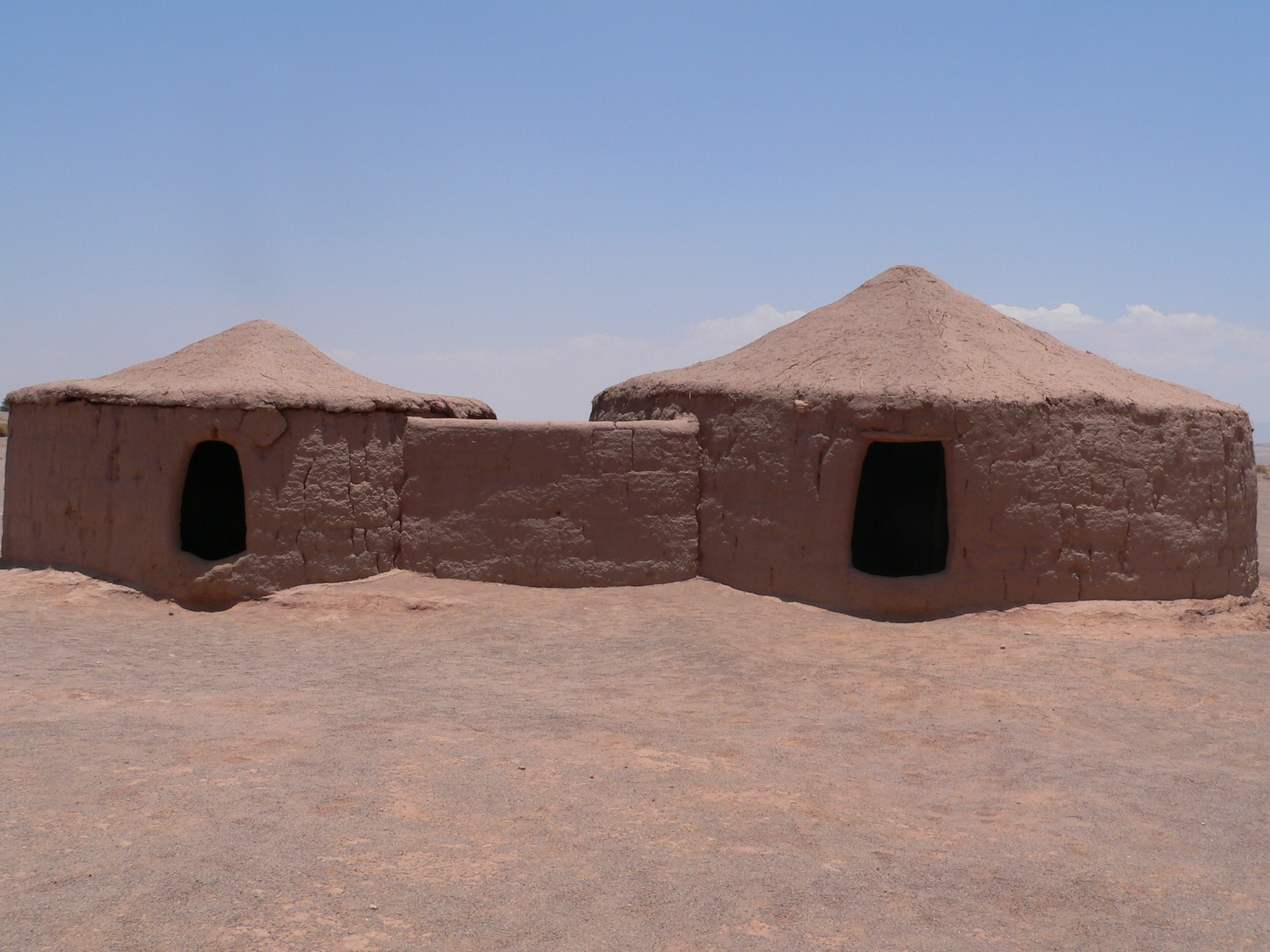
Casa tradicional atacameña en la aldea de Tulor.

Parte de la cultura San Pedro, y sus antecedentes se pueden seguir hasta el año 500. A inicios del siglo XV, el Inca Túpac Yupanqui conquista a los atacamas, imponiéndoles una nueva organización social y una nueva religión de culto al sol, introduciendo las hojas de coca en los rituales. En el gobierno Túpac Yupanqui se construyen los caminos desde el salar de Atacama hasta el actual noroeste argentino.
En 1512 llegan los primeros conquistadores españoles y es finalmente anexada en 1556 al dominio español. En el siglo XVIII el atacameño Tomás Paniri se une a los levantamientos de Túpac Amaru II y Túpac Katari. En 1824, la región pasa a formar parte de Bolivia y en 1883 parte de Chile. En 2007 se estima la población de atacameños o licanantai de 21 015 personas.

## Cultura

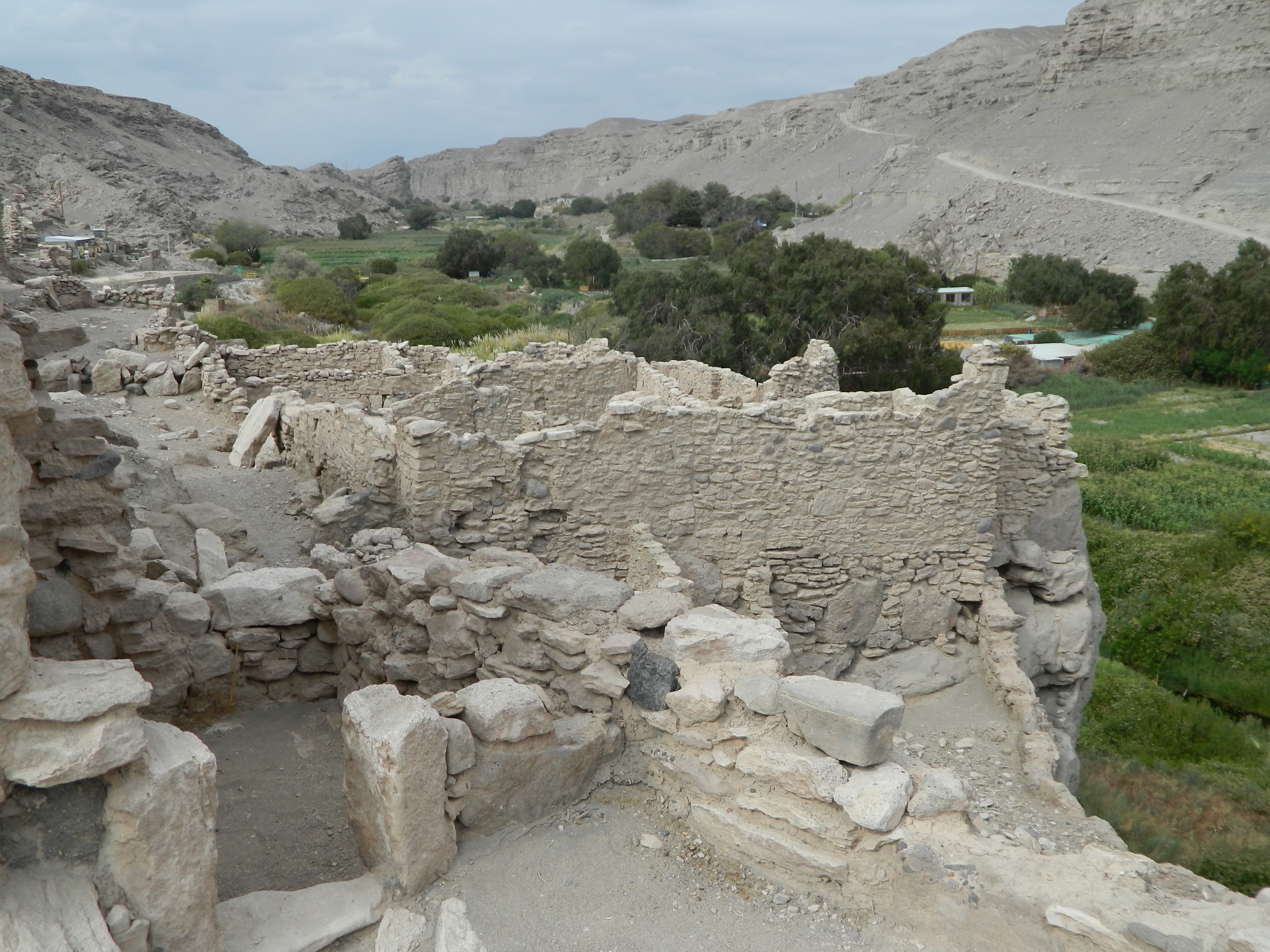
Pukara de Lasana

Los atacameños protegían sus poblados con murallones construidos de rocas, verdaderos fuertes llamados pucará (palabra quechua, la pronunciación correcta parece ser púkara ya que así es como la dicen gran parte de los pobladores nativos de las regiones andinas). Aprendieron a desarrollar artesanía en cerámica y, además, fueron el primer pueblo que comenzó a utilizar el mineral de cobre que extraían de Chuquicamata y el oro de Inca Huasi
En San Pedro de Atacama se han encontrado objetos precolombinos de bronce ternario, una aleación de cobre, arsénico y níquel.
De acuerdo a los restos arqueológicos encontrados y a las investigaciones realizadas en esta parte de América antes de la llegada de los conquistadores españoles, los nombres de sus aldeas hoy en día aún subsisten, como los oasis de Quitor, Chiu-Chiu, Lasana, Turi, Topayín, Susques, Calama, Toconao, Antofagasta de la Sierra, Socaire y uno de los más importantes y centro de su cultura, el oasis de San Pedro de Atacama junto a la antigua ciudad de Tastil.
Aun hay muchos atacameños que mantienen algunas tradiciones, como los tejidos, la orfebrería y otras. Las poblaciones atacameñas o lickan antay que vivían en las áreas costeras desarrollaron una cultura diferenciada (aun cuando mantenían la unidad étnica) que se ha incluido en la del conjunto llamado changos.[cita requerida] Su población era de 4000 personas cuando llegó Diego de Almagro.

### Idioma kunza
El kunza (ckunsa, "nuestro") se hablaba en el norte de Chile, actuales regiones de Antofagasta y Tarapacá; en norte de Argentina, Jujuy; y por la nación Chicha de Bolivia. Esta lengua se conservó en las comunidades de Peine y Socaire de la comuna de San Pedro de Atacama y Caspana en la comuna de Calama principios del siglo XX. El pueblo atacameño pasó por un cambio lingüístico al tener que usar el español en sus relaciones con las autoridades coloniales y luego con la administración de las repúblicas de los países en que habita.
En el siglo XXI los miembros de su comunidad se esfuerzan por revitalizar y aprender la lengua.
Con respecto a la localización del kunza, se puede argumentar que el territorio lingüístico de esta lengua se extendía en otros tiempos más allá de la región del Alto Loa y Atacama, encontrándose más allá de las fronteras chilenas.  Los topónimos de origen kunza se encuentran principalmente en el norte de Chile, el norte de Argentina (Salta y Jujuy) y el suroeste de Bolivia.
También encontramos descendientes de hablantes de la lengua kunza en Quetena, Bolivia. Ellos se proclaman lickan antay. Desde el lado de Argentina, los habitantes de Olaroz, Rosario de Susques y Susques, se reconocen como Atacameños de la Puna y se consideran Lickan Antay.
El kunza era un idioma sufijante y aglutinante. Es decir, la formación de palabras se realiza a partir de una raíz a la que se le agregan partículas o sufijos, los cuales le añaden sentido, formándose oraciones completas con una sola palabra.
En el año 2019 se realizó el lanzamiento de la aplicación del diccionario Ckunza, en él se incorpora el idioma inglés con el fin de que los visitantes extranjeros también puedan conocer este idioma y cultura. La aplicación se puede bajar en equipos móviles con sistema operativo IOS y Android. Este diccionario incorpora más de 1200 palabras que buscan ser promovidas entre los estudiantes, turistas, la comunidad local y regional.
Hoy, el pueblo Lickan Antay contribuye a la recuperación y revitalización de la lengua originaria Ckunza, elaborando cursos de capacitación donde se incluye todo el material didáctico necesario para el aprendizaje de esta lengua con el apoyo de diferentes instituciones como la Corporación Nacional de Desarrollo Indígena (CONADI), universidades, academias e instituciones públicas y privadas de la zona.

### Alimentación
Fue un pueblo ganadero (ganadería de auquénidos) que tuvo la capacidad de aprovechar la escasa agua existente y obtener cosechas abundantes. Debido al escaso terreno agrícola, los alimentos de este origen no eran suficientes por lo cual se criaban las llamas y alpacas como animales de carga, también se alimentaban con su carne, se vestían con sus pieles y la lana que obtenían de ellas.
Al igual que muchos otros pueblos andinos, crearon un sistema de siembras en terrazas, con el fin de que el agua no escurriese y evitar el arrastre de la capa del suelo orgánico y fértil. Sus cultivos fueron variados, se alimentaban principalmente de verduras que ellos mismos sembraban y cosechaban: calabazas, zapallo, ají, porotos, tabaco (usado principalmente con fines rituales), tunas, maíz y sobre todo papas y quinoa. Abonaban sus cultivos con el guano de las aves de la costa, el que transportaban a lomo de llamas. También se alimentaban de carne ya que criaban animales y de pescados y mariscos que intercambiaban con los changos que se asentaban en la costa, por medio de trueques, principalmente les intercambiaban su carne hecha charqui (carne con sal resecada por el sol).

### Desarrollo agroalfarero

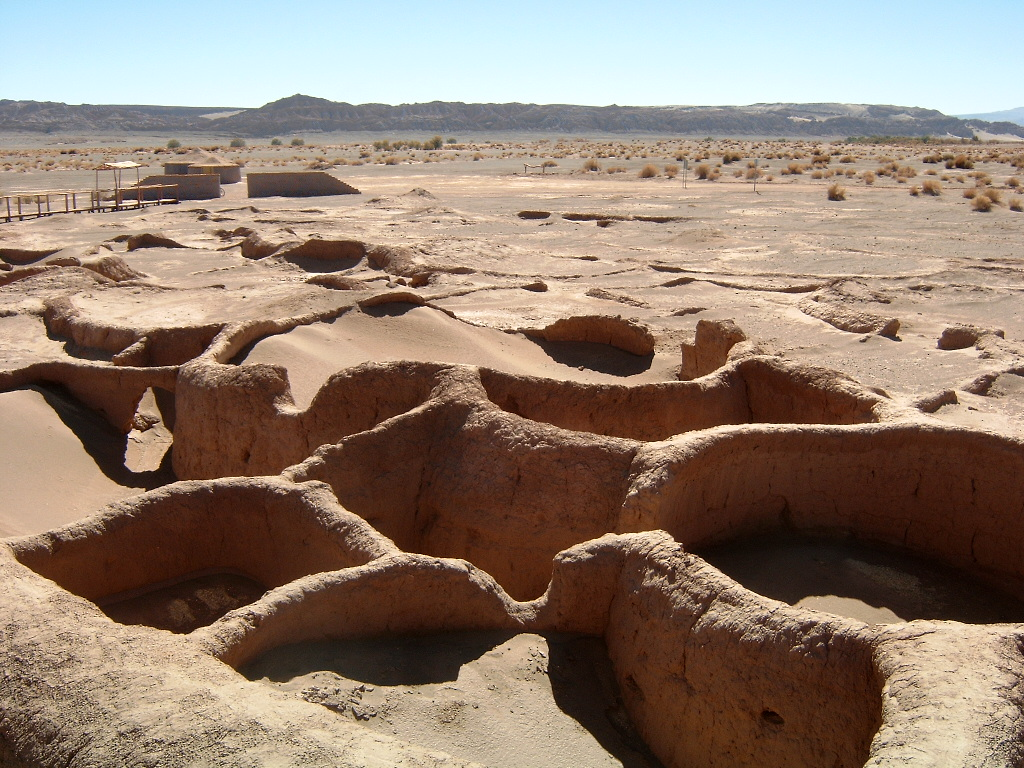
Asentamiento atacameño de Tulor.

El inicio, conocido como "primer período", se sitúa entre 400 a 900; se caracteriza por una alfarería roja pulida, por cántaros antropomorfos (con formas de hombre) y el uso de adornos y vasos de oro.
El "segundo periodo" es entre 900 y 1200, muestra el empleo de una alfarería negra pulida, la influencia de la cultura del Tiahuanaco o Tiwanaku –horizonte cultural Tiahuanaco–, el empleo de las tabletas para aspirar alucinógenos, principalmente el cebil y el cactus de San Pedro o huanto, con figuras esculpidas de hombres, cóndores y de consumir en muy específicas situaciones, por ejemplo cuando un chamán debía intentar hacer una adivinación poniéndose en contacto –según creían– con los dioses.
El "tercer período", comprendido entre 1200 y 1500, recibe la influencia de la civilización incaica y deja como exponente la construcción de fortalezas o púkara de piedra rodeadas de murallas con angostas calles y apretadas habitaciones.

### Religión
Muy adentrado en la cultura atacameña estaba la inhalación de alucinógenos cebil, constituido en todo un ceremonial andino, era el acercamiento mediante la exaltación y estimulación a sus dioses, era la apropiación de quién inhalaba del poder de aves, felinos y serpientes. Acompañaba este ceremonial un conjunto de tablillas finamente labradas en las cuales se depositaba el alucinógeno en forma de rapé, para luego mediante una bombilla de madera o hueso era inhalado. Por otro lado y con una influencia notoria de los Incas, los atacameños adoptaron el culto solar a Inti para lo cual fabricaron altares en los lugares de mayor altura, de preferencia en el Volcán Licancabur el cual era considerado una montaña sagrada.
Creían en varios dioses, según sus creencias, estos dioses vivían en lo alto del volcán Licancabur. También en una vida después de la muerte, por este motivo sepultaban a sus muertos con todo lo necesario para el largo viaje que les esperaba.

## Relaciones

### Lipe
Lipi redirige aquí; para la palabra en sánscrito véase Lipi (sánscrito)
Los lípez eran una población que habitaba la región puneña y altiplánica principalmente al norte del paralelo 22° y al este del cordón de las más elevadas cumbres andinas llegando hasta las punas occidentales de sur del actual departamento de Potosí (Bolivia) y, también en zonas del noroeste de las provincias argentinas de Salta (departamentos de Santa Victoria e Iruya) y Jujuy en donde entraban en contacto con los "omaguacas" o humahuacas y diaguitas. Por sus linajes e idioma primero es evidente que los lípez y parte de los chichas, integraban el conjunto lickan-antay, una parcialidad importante de este, pero por su ubicación geográfica en el corredor que va desde el altiplano andino a la región pampeana, sufrieron dos fuertes influjos culturales desde el norte: el tiawanacota u Horizonte Tiawanaku y luego el influjo del Tawantisuyu o imperio Inca. De este modo los lipe y los chicha están más transculturados por los quechuas; entre los principales rasgos de esta transculturación se destacan el uso del idioma runa simi y la celebración de ciertas festividades procedentes de los Andes Centrales (tantanakui, fiesta de la pacha-mama, tinkunaku, corpachadas etc.). De este modo es que los lipe suelen pasar desapercibidos bajo la denominación de "collas" o "koyas", denominación que engloba a muy diversas etnias de la región altiplánico-puneña y las proximidades de ésta.

### Omaguacas, moretas y chichas
Debido a la mixogenización, no hay consenso entre los investigadores sobre la filiación atacameña de grupos puneños como los casabindos o casavindos, cochinocas (para algunos son omaguacas) y moretas, pero las similitudes culturales con los atacameños costeros hace suponer que pertenecieran a un mismo origen, junto con los apatamas de segura filiación atacameña.
En el norte puneño habitaban los chichas, al oeste de ellos, los casabindos y cochinocas extendían su territorio hasta las Salinas Grandes. En la zona del actual departamento jujeño de Susques se asentaban grupos de atacamas, llamados atacameños en Chile, originarios del lado occidental de la cordillera de los Andes.
Actualmente los cochinocas y casabindos, junto a los propios atacamas siguen viviendo en la zona puneña, aunque muy mixogenizados en el conjunto kolla. Los casabindos son ocupantes de la parte central de la puna jujeña en la región de Laguna de Pozuelos, Rinconada y Oratorio.
Entre los pueblos de la etnia atacama estuvieron los apatamas que sufrieron las sucesivas influencias de los diaguitas, omaguacas y los incas entre los años 1400 y 1530.
En su territorio fueron alojadas como mitimaes por los incas, parcialidades chichas del área actualmente boliviana.
Las expediciones de Diego de Almagro en 1536, de Diego de Rojas en 1543 y la de Heredia en 1545 atravesaron la Puna actualmente argentina y confrontaron con los lugareños.
Luego de la fundación de Salta, Hernando de Lerma buscó hacer efectivo dominio sobre la región de la Puna, llevando adelante una campaña contra los casabindos y cochinocas, que fueron doblegados y organizados en encomiendas.
Casabindos y cochinocas integraron la confederación con Juan Calchaquí. Luego, intentaron un levantamiento para plegarse al falso inca Pedro Bohórquez. Siendo reducidos por Juan Ramírez de Velasco entre 1589 y 1592.
Dadas las circunstancias climáticas, región seca y fría, la agricultura fue difícil, cultivando solamente batata, maíz y quinoa, en zonas excepcionales. También la cría de la llama significaba alimento, transporte y abrigo.
La principal ciudad prehispánica en el actual territorio argentino fue la ciudad de Tastil, que perteneció a la etnia atacama. A la llegada de los incas formaba un señorío que incluía otras poblaciones subordinadas. Fue abandonada en tiempos de dominio incaico, posiblemente porque sus habitantes fueron trasladados como mitimaes.

## Centros arqueológicos y museos

### San Pedro de Atacama
San Pedro de Atacama fue el principal oasis de la cultura atacameña, centro de su desarrollo cultural. Desde fines del siglo XX, la principal actividad económica del pueblo es el turismo, seguido de la agricultura menor por las comunidades indígenas del sector.

### Museo Arqueológico R.P. Gustavo Le Paige
En el Museo Arqueológico R.P. Gustavo Le Paige, ubicado en San Pedro, se encuentra toda la historia y arqueología de la cultura atacameña. La historia se remonta a la llegada a Chile del sacerdote jesuita de origen belga Gustavo Le Paige, que se radica San Pedro de Atacama en 1955. Al llegar a la zona, se despierta en él el interés por la cultura atacameña y comienza a investigar los cementerios prehistóricos, los talleres líticos y todos los lugares habitados por la cultura atacameña. De esta forma empezó a reunir una extensa colección que se reunió en un "Museo Arqueológico", inaugurado en 1963.
Esta reunión de material arqueológico de apreciado valor, contiene más de 380.000 piezas y cuenta entre ellas cerámicas, líticos, textiles y metales prehispánicos, al igual que momias.

## Atacamas de Argentina
La Encuesta Complementaria de Pueblos Indígenas (ECPI) 2004-2005, complementaria del Censo Nacional de Población, Hogares y Viviendas 2001 de Argentina, dio como resultado que se reconocieron y/o descienden en primera generación del pueblo atacama 3044 personas en Argentina, de los cuales 2805 vivían en la provincia de Jujuy.
El Censo Nacional de Población de 2010 en Argentina reveló la existencia de 13 936 personas que se autorreconocieron como atacamas en todo el país, 2938 de los cuales en la provincia de Jujuy, 632 en la de Santiago del Estero, 512 en la de Tucumán, 342 en la de Entre Ríos, 317 en la de Misiones, 300 en la de Formosa, 266 en la del Chaco, 174 en la de Corrientes y 89 en la de Catamarca.
Desde 1995 el Instituto Nacional de Asuntos Indígenas (INAI) comenzó a reconocer personería jurídica mediante inscripción en el Registro Nacional de Comunidades Indígenas (Renaci) a comunidades indígenas de Argentina, lo cual también hicieron concurrentemente las provincias.
Al 18 de noviembre de 2021 tienen personería jurídica 17 comunidades atacamas y una kolla-atacameña:
Provincia de Jujuy, departamento Susques(personería jurídica provincial por convenio con INAI)
- Comunidad Aborigen de Coranzulí
- Comunidad Aborigen El Toro Rosario de Susques (de El Toro)
- Comunidad Aborigen de Huancar
- Comunidad Aborigen Paso de Jama (de Jama)
- Comunidad Aborigen de Olaroz Chico
- Comunidad Aborigen Los Manantiales de Pastos Chicos (del Paraje Pastos Chicos de Puesto Sey)
- Comunidad Aborigen Termas de Tuzgle (de Puesto Sey)
- Comunidad Aborigen del Valle de Piscuno (del paraje San Juan de Quillaques)
- Comunidad Aborigen Pórtico de Los Andes de Susques (del paraje Coranzulí de Susques)
- Comunidad Aborigen de Catua (de Susques)

Provincia de Salta, departamento La Poma(personería jurídica provincial por convenio con INAI)
- Comunidad Aborigen de Cobres
- Comunidad Aborigen Casa Colorada (de Cangrejillos en La Poma)
- Comunidad Aborigen Cerro Negro (del paraje Cerro Negro de La Poma)
- Comunidad Likan Antay (del paraje Corralitos de La Poma)
- Comunidad Esquina de Guardia (del paraje Esquina de Guardia de La Poma)
- Comunidad Indígena Atacama de Rangel (de La Poma)
- Comunidad Aborigen de Tipán (de La Poma)

Provincia de Catamarca, departamento Antofagasta de la Sierra(personería jurídica nacional)
- Comunidad Indígena de Antofalla (conjunta kolla y atacameña)[12]

## Atacameños de Chile

Pueblos indígenas de Chile.

El pueblo Lican-Antay se ubica principalmente en la actual región de Antofagasta, en el norte de Chile en torno al salar de Atacama, extendiéndose desde la costa a la puna Atacameña. Asimismo, se encuentran comunidades de tradición atacameña en las zonas aledañas, en el oeste de Argentina y el suroeste de Bolivia actual. Se identifican dos grandes zonas donde se desarrolla su cultura desde hace ya siete mil años. La primera es la zona del río Loa superior y el río Salado. Actuales Taira, unión del río Loa y el río Salado. Se corresponde al territorio conocido como Atacama la Baja, destacando el poblado de Chiu-Chiu como localidad relevante en la actualidad. Esta zona recibe influencia desde antaño de población del altiplano boliviano, la zona del Titicaca y el altiplano austral.
Una segunda zona se encuentra en torno al Salar de Atacama, donde destacan las localidades y comunas de San Pedro de Atacama, Toconao, Talabre, Cámar, Socaire, Peine y por el norte Machuca, Río Grande y una de las últimas comunidades creadas a partir de la Ley Indígena, denominada Guatín.
Esta sola distribución espacial de las comunidades atacameñas, permite reconocer a los Likan Antay como una etnia que ocupa distintos pisos ecológicos y desarrolla una cultura amplia y diversa en adaptación y armonía con el medio geográfico.
El territorio ocupado por los Likan Antay, se encuentra en el tránsito comercial y cultural entre la costa del Pacífico y las comunidades allende Los Andes. Muy relevante ha sido el tránsito económico entre el puerto de Cobija y el yacimiento de Potosí, conocido como el “cerro rico” o Sumac Orcko.
Por su localización, los Likan Antay han recibido influencias y al mismo tiempo, han contribuido con aportes culturales con comunidades cercanas.
De acuerdo al censo efectuado en Chile en 2002, vivían a esa fecha 21 015 atacameños en el país, y para el censo de 2017 eran 30 369 personas, el 1,39 % de la población indígena del país. Al interior de la región de Antofagasta en Chile se presentan las siguientes comunidades lickanantai:
Comuna de Calama
- Taira.
- Lasana.
- San Francisco de Chiuchiu.
- Ayquina.
- Caspana.
- Yalquincha.
- Likan Tatai.
- Topater.
- La Banda.

Comuna de San Pedro de Atacama
- Río Grande.
- Machuca.
- Matancilla.
- Catarpe.
- Quitor.
- San Pedro de Atacama.
- Yayé.
- Tchecar.
- Sequitor.
- Larache.
- Coyo.
- Solor.
- Solcor.
- Toconao.
- Camar.
- Talabre.
- Socaire.
- Peine.

### Consejo de Pueblos Atacameños
El Consejo de Pueblos Atacameños (CPA) es una asociación indígena chilena que representa a 18 comunidades atacameñas (lickanantay) de la cuenca del Salar de Atacama.